# Batalha de Kunyang
A Batalha de Kunyang (chinês: 昆陽之戰) foi travada entre junho e julho de 23 d.C., entre as forças Lulin e a dinastia Xin. As tropas Lulin eram lideradas de Liu Xiu, enquanto as forças muitas mais numerosas dos Xin eram lideradas por Wang Yi e Wang Xun (王尋). Wang Xun foi morto durante um ataque das forças de Lulin, cujas tropas logo abordaram o que restava da armada de Xin, forçando Wang Yi a recuar. Esta foi a batalha decisiva que levou à queda da dinastia Xin.

## Contexto
No final da dinastia Xin, os camponeses de todo o país revoltaram-se contra o imperador Wang Mang por sua administração e reinado incompetentes. Petições a favor do reestabelecimento da dinastia Han, a qual Wang Mang tinha derrubado, estavam a crescer. Olhando para este movimento, os líderes das rebeliões Lulin apoiaram Liu Xuan como imperador da nova dinastia Han.
Wang Mang decidiu que deveria destruir o novo regime Han antes deste ganhar poder, e mandou o seu primo Wang Yi e o seu primeiro-ministro Wang Xun, com o que considerou uma força imponente de vários milhares de homens, para atacar as forças Lulin. As forças Lulin estavam divididas ao meio — uma liderada por Wang Feng, Wang Chang e Liu Xiu; enquanto a outra majoritariamente chefiada por Liu Yan. Wang Feng, Wang Chang e Liu Xiu tomaram os castelos de Kunyang (昆陽), Dingling (定陵) e Yanxian (郾縣). As forças de Liu Xiu começaram a atacar Yangguan (陽關), mas depois de ouvirem notícias duma chegada das forças Xin e, decediram retirar-se a Kunyang. Os menos de dez mil rebeldes em Kunyang eram de longe superados em número pelas forças Xin, e inicialmente quiseram fugir e recuar a Jingzhou. Liu Xiu opôs-se, advogando por guardar Kunyang em segurança e prometendo juntar todas as tropas disponíveis das redondezas e atacar as forças Xin desde fora. Depois de terem rejeitado inicialmente a proposta de Liu Xiu, os rebeldes acabaram por aceitá-la.